# Осташково (Омская область)
Осташково — упразднённый посёлок в Омском районе Омской области. Входил в состав Морозовского сельского поселения. Фактически включен в состав города Омска.

## География
Располагался приблизительно в 6 км по прямой к северо-востоку от железнодорожной станции Московка.

## История
В 1978 году Указом Президиума ВС РСФСР посёлок подсобного хозяйства переименован в Осташково.

## Население
Согласно результатам переписи 2002 года в населённом пункте проживало 817 человек, 89 % которых составляли русские.